# Halina Polakowska
Halina Polakowska-Rosadi, z d. Sikorzyńska (ur. 28 kwietnia 1939 w Poznaniu) – polska koszykarka, reprezentantka Polski.

## Życiorys
Była zawodniczką Olimpii Poznań, której barwy reprezentowała do końca lat 60., a jej największymi sukcesami były dwa brązowe medale mistrzostw Polski (1961, 1966). W reprezentacji Polski seniorek wystąpiła na mistrzostwach Europy w 1960, zajmując z drużyną 4. miejsce.
Była funkcjonariuszem Milicji Obywatelskiej. 
W lutym 2020 została uhonorowana przez kapitułę Poznańskiej Gali Sportu tytułem Superseniora Poznańskiego Sportu.